# Hermann Dortans
Hermann Dortans (* 6. Oktober 1898 in Dülken; † 8. August 1976 ebenda) war ein deutscher Politiker (SPD).

## Leben und Beruf
Nach dem Schulbesuch absolvierte Dortans eine Ausbildung zum Fleischer und bestand später die Meisterprüfung im Fleischerhandwerk. In der Weimarer Republik war er maßgeblich an einem genossenschaftlichen Experiment beteiligt. Nach den anarcho-syndikalistischen Vorstellungen, erste Ansätze einer Selbstversorgung der Gesellschaft aufzubauen, vertrieb er – nach einiger Zeit überörtlich – in einer Genossenschaft Fleischwaren unter Ausschaltung des Zwischenhandels. Er wurde 1937 aus politischen Gründen als Beteiligter eines Widerstandsnetzes verhaftet und ein Jahr später wegen Vorbereitung eines hochverräterischen Unternehmens zu 2 ½ Jahren Zuchthaus verurteilt. Während des Zweiten Weltkrieges wurde er ab 1943 zwangsweise in einer Strafkompanie eingesetzt.

## Abgeordneter
Dortans war von 1945 bis 1961 Ratsmitglied der Stadt Dülken und von 1964 bis 1969 Ratsmitglied der Stadt Süchteln. Dem Deutschen Bundestag gehörte er vom 30. Juni 1969, als er für den ausgeschiedenen Abgeordneten Gustav Heinemann nachrückte, bis zum Ende der Wahlperiode im Oktober desselben Jahres an. Er war über die Landesliste Nordrhein-Westfalen ins Parlament eingezogen.

## Öffentliche Ämter
Dortans amtierte von 1948 bis 1950 als Bürgermeister der Stadt Dülken.